# Ein neuer Tag (canção)
Ein neuer Tag é o quarto single do álbum Ein neuer Tag, da banda de rock pop alemã Juli.
A canção está presente também na sua versão do álbum ao vivo, o Ein neuer Tag: Live, lançada no ano seguinte.

## Formação
Eva Briegel nos vocais, Simon Triebel como guitarrista, Marcel Römer como baterista, Andreas "Dedi" Herde nos sons de baixo e Jonas Pfetzing também como guitarrista.